# Yondu
Yondu Udonta, ou simplement Yondu, est un super-héros évoluant dans l'univers Marvel de la maison d'édition Marvel Comics. Créé par le scénariste Arnold Drake et le dessinateur Gene Colan, le personnage de fiction apparait pour la première fois dans le comic book Marvel Super-Heroes (vol. 1) #18 en janvier 1969.
La première version du personnage apparait dans la réalité alternative du Multiverse Terre-691. Yondu est alors présenté comme le dernier survivant de son espèce au XXXIe siècle.
Une seconde version du personnage est créée par la suite par Dan Abnett et Andy Lanning (en) et l'inclut dans la Terre-616, dans la continuité principale de l'univers Marvel. Le personnage est alors dépeint comme un pirate de l'espace leader des Ravageurs.

## Biographie du personnage

### Terre-691
Yondu Udonta est un prêtre guerrier de la tribu Zatoan, un peuple primitif de la planète Centauri IV. Il est considéré comme l’un des plus grands héros du XXXIe siècle, dans la réalité alternative de la Terre-691. Aux alentours de l’an 2960 de cette réalité, des Terriens établissent une colonie sur Centauri IV. La plupart des tribus de Centauriens sont rapidement intimidées par la supériorité technologies des colons terriens ; certains établissent malgré tout des relations amicales avec les humains. Cependant, les Zatoan, tribu isolationniste de la planète, décident de quitter ses forêts ancestrales et émigrent vers des plaines peu accessibles pour éviter tout contact avec les Humains. Les membres de la tribu Zatoan voient d'un mauvais œil les étrangers et leur technologie.
En l’an 3000, tout comme les autres colonies planétaires Mercure, Jupiter et Pluton, Centauri IV est devenu un partenaire égal au sein de la Fédération Unie de la Terre.
Six ans plus tard, le Major Vance Astro, légendaire astronaute égaré depuis des siècles, achève un voyage spatial d’un millier d’années entre la Terre et Centauri IV. Il est stupéfait d'y trouver une population humaine de taille respectable. Depuis son départ de la Terre, ses congénères ont entretemps mis au point des vaisseaux dépassant la vitesse de la lumière. Le long voyage d’Astro est alors rendu complètement obsolète. Malgré cette cruelle désillusion, le Major Astro continue à accomplir sa mission et se lance dans l'étude de la géographie et des formes de vie de Centauri IV. En 3007, l'exploration géophysique conduit Astro dans l’arrière-pays centaurien. Il y fait la connaissance de Yondu Udonta, un jeune chasseur des Zatoan. Yondu est alors en retraite solitaire et achevant le Hakta, un rituel pour devenir adulte. Furieux de l’interruption involontaire dans son rituel sacré, Yondu attaque Astro avec son poignard. Ce dernier réagit instinctivement et riposte par une décharge de force psychokinésique, toute première manifestation de ses pouvoirs mentaux de mutant, jusque-là inconnus de lui-même. Cette décharge étourdit Yondu suffisamment longtemps pour que le Major Astro puisse expliquer ses intentions pacifiques. Les deux hommes forgent progressivement une improbable amitié. Yondu, de plus en plus tolérant, fait à l’occasion office de guide à Astro, qui continue ses explorations. Ils viennent par la suite à se respecter mutuellement. Astro cache ses nouveaux pouvoirs aux autorités et protège également Yondu, coupable de l'attaque d'un colon humain, acte considéré comme un crime très grave.
Tout se complique lorsque la Fraternité extra-terrestre des Badoons conquiert la Fédération humaine. Ils exterminent presque totalement les populations de Mercure, Jupiter, Pluton et Centauri IV et asservissent l’essentiel des peuples de la Terre. Yondu et Astro sont apparemment les derniers survivants de Centauri IV. Alors qu'ils tentent de fuir la planète avec le vaisseau d'Astro, les deux hommes sont facilement capturés par les Badoons. Ils sont amenés devant Drang, le commandant suprême des forces des Badoons de la Terre. Il propose d’épargner Astro s’il accepte de s’associer aux Badoons et de tuer Yondu. Faisant semblant d'accepter, Astro utilise les flèches en yaka (métal sensible au son) de Yondu, sachant qu'il pourra les contrôler en sifflant. Comme prévu, une seule flèche dirigée par les sifflements du Centaurien plonge les troupes badoons dans la panique et la confusion. Cela permet à Yondu et Astro de s'échapper. Ils unissent ensuite leurs forces à deux autres rebelles : le milicien de Jupiter Charlie-27 et le scientifique de Pluton Martinex T’Naga, eux-aussi derniers survivants de leur planète respective. Grâce à l'aide invisible de Starhawk, le quatuor forme les Gardiens de la Galaxie.
Les Gardiens reçoivent par la suite l’aide de héros originaires de la Terre-616 et voyageant dans le temps (Captain America, Sharon Carter, la Chose, les Défenseurs). Les Gardiens participent au renversement des oppresseurs Badoons, avec l'aide d'abord secrète de l’énigmatique Starhawk. Les Gardiens peinent cependant à trouver une place dans la nouvelle société de la Terre post-guerre. Yondu cherche à s’isoler dans une des rares forêts restantes sur Terre et doute alors de son envie de vivre. Après avoir retrouvé les autres Gardiens, il accepte la proposition de Starhawk de réunir le groupe pour qu'il devienne une équipe d’explorateurs spatiaux. Ils se rendent alors sur Centauri IV. Yondu communie avec sa planète natale lors d’un rituel mystique qui renforce sa détermination de vivre malgré la disparition des siens. Les Gardiens sont ensuite rejoints par la tireuse d’élite aux cheveux de feu Nikkie (dernière survivante de Mercure) et par Aleta Ogord (l'épouse de Starhawk).
Les Gardiens affrontent de nombreux ennemis, comme le cyborg criminel Korvac, avec l'aide de Thor de la Terre-616, projeté dans l’avenir. Korvac fuit dans le temps vers la Terre-616. Yondu et les Gardiens le poursuivent et forment une alliance avec les Vengeurs pour retrouver sa trace et protéger le Vance Astrovik de la Terre-616 (version jeune de Vance Astro), cible probable de Korvac. Nommés membres honoraires des Vengeurs, les Gardiens combattent Korvac, qui se suicide quand il réalise la futilité de ses ambitions de domination universelle. Les Gardiens regagnent la Terre-691 et stoppent les diverses tentatives de réincarnations de Korvac en diverses périodes temporelles. Les Gardiens retournent ensuite dans leur XXXIe siècle.
Déterminé à respecter les traditions de son peuple disparu, Yondu décide de porter les kospah, des boucles d’oreilles traditionnellement échangées par les Centauriens au cours du mariage. De même, il arbore la tenue d’un habaku (saint guerrier), ayant atteint un niveau d’études spirituelles et mariales dignes de cette noble aspiration centaurienne.
En l’an 3017, Yondu découvre un vieux texte centaurien, le livre d’Antag. L'ouvrage contient des indices sur le sort ultime du légendaire bouclier de Captain America. Yondu encourage et soutient Astro, éternel admirateur du Captain, lors de la quête des pour retrouver le bouclier de Steve Rogers. Astro finira par récupérer celui-ci et adoptera la nouvelle identité de « Major Victory ». Dans leur recherche du bouclier, les Gardiens affrontent pour la première fois l’équipe de brutaux mercenaires appelée Force, avec notamment une jeune Centaurienne appelée Photon. C'est une mutante capable de projeter des rayons destructeurs par ses yeux ; elle s'est retrouvée orpheline quand des Centauriens redoutant ses pouvoirs ont tué ses parents. Sauvée et élevée par le chef de Force, Interface, Photon grandit en détestant les Centauriens et se réjouit même quand les Badoons les massacrent. Yondu refuse malgré tout de la combattre. Il considère qu’il est de leur devoir sacré à tous les deux de reconstruire leur race. Photon rejette Yondu et tente même de le tuer. Yondu est effondré par ce rejet de Photon et envisage de se suicider mais Starhawk l’en dissuade et en l'assurant de l'importance qu'il aura un jour pour son peuple. Yondu accepte donc de combattre Photon lors du second affrontement entre les Gardiens et Force. Il la blesse très sérieusement. Interface, furieux, détruit alors la main droite de Yondu quand ce dernier tente de l'aider. Se sentant coupable des blessures infligées à Photon, Yondu refuse que Martinex régénère sa main perdue. Il le laissa cependant remplacer sa main perdue par une prothèse mécanique abritant une série d’armes miniaturisées qu’il peut agrandir à souhait. Incapable d'utiliser ses anciennes armes, Yondu donne sa dague khacta à Charlie-27 et certaines de ses flèches yaka à Photon. Cette dernière souhaite désormais en apprendre plus sur son héritage centaurien.
Yondu demeure au sein des Gardiens, mais doit lutter pour contrôler ses pulsions violentes, de plus en plus fortes depuis qu'il porte sa prothèse. Les Gardiens de la Galaxie et le Protecteur Norrin Radd (le Surfer d'argent) tentent de protéger la planète Arima du dévoreur de planètes Galactus. Le Protecteur évacue le peuple aquatique d’Arima vers la planète la plus proche avec un océan, Centauri IV. Yondu reçoit alors une vision de son dieu Anthos lui révélant que tous les Centauriens ne sont pas morts. Il découvre alors avec joie une tribu oubliée de Centauriens, les Kikahee. Ils ont survécu à l’attaque des Badoons en se cachant dans ses grottes. Les Centauriens tous aussi enchantés de l'accueillir. Yondu décide alors de quitter les Gardiens pour guider spirituellement son peuple et demande à Martinex de lui rendre finalement sa main détruite (les Kikahee étant mal à l’aise avec la technologie extra-terrestre.
Yondu demeure donc avec plaisir sur Centauri IV. Un événement, accidentellement provoqué par le dernier voyage en date des Gardiens dans le passé, modifie alors l’histoire de la Terre-691. Cela a pour conséquence que la conquête de Centauri IV par les Badoons survient bien plus tôt. Cela provoque également la naissance d’une race hybride de Badoons et de Centauriens, désormais dominante sur la planète de Yondu. Yondu découvre cela grâce à Starhawk et n’accepte d'aider les Gardiens que si l’équipe restaure la réalité et annule les dégâts causés à Centauri IV. Starhawk et Aléta restaurent donc l’histoire de Centauri IV et redonnent aux Centauriens leur apparence normale. Yondu aide ensuite ses anciens coéquipiers contre diverses forces cosmiques, notamment Mephisto. Ayant eu une nouvelle vision donnée par Anthos sur sa destinée, il décide de réintégrer les Gardiens.

### Terre-616
La version de Yondu de la Terre-616 (ligne temporelle principale de l'univers Marvel) le présente comme un ancêtre du Yondu des Gardiens de la Galaxie. Yondu est alors le chef des Ravageurs, une bande de pirates de l'espace. Yondu découvre Peter Quill, qui tente de voler un vaisseau. Après un combat entre Quill et Yondu, l'humain demande à se joindre aux Ravageurs. D'abord réticent, Yondu lui donne le statut d'homme de ménage. Peter Quill accepte le poste en se disant qu'il apprendra beaucoup de l'espace auprès de ces pirates.

## Pouvoirs et capacités
Yondu possède une force légèrement surhumaine (il peut soulever environ 400 kg). Il possède par ailleurs une vitesse, une endurance, une résistance, une agilité et des réflexes égaux à ceux d’un athlète humain. Ses sens physiques sont plus aiguisés que ceux d’un humain, notamment son odorat et son ouïe. Cette dernière lui permet de détecter des sons bien plus aigus que ceux que peuvent détecter les humains.
Yondu a un « sixième sens » intuitif qui permet de créer des liens empathiques limités avec d’autres êtres vivants, mais plus facilement avec les animaux ou les plantes. Yondu est capable de sentir la personnalité et les intentions des personnes avec lesquelles il a formé ce lien, tout comme leur détresse physique ou mentale. En modulant soigneusement sa voix, il peut apaiser les gens physiquement ou psychiquement en souffrance.
Il peut projeter une vision interactive de lui-même dans l’esprit d’une autre personne, après plusieurs contacts physiques, des paroles et beaucoup de concentration mentale. Il peut ainsi lire les pensées et les souvenirs de la personne avec laquelle il est en contact.

## Apparitions dans d'autres médias
Sauf indication contraire, les informations mentionnées dans cette section peuvent être confirmées par la base de données cinématographiques IMDb,  présente dans la section « Liens externes ».

### Films

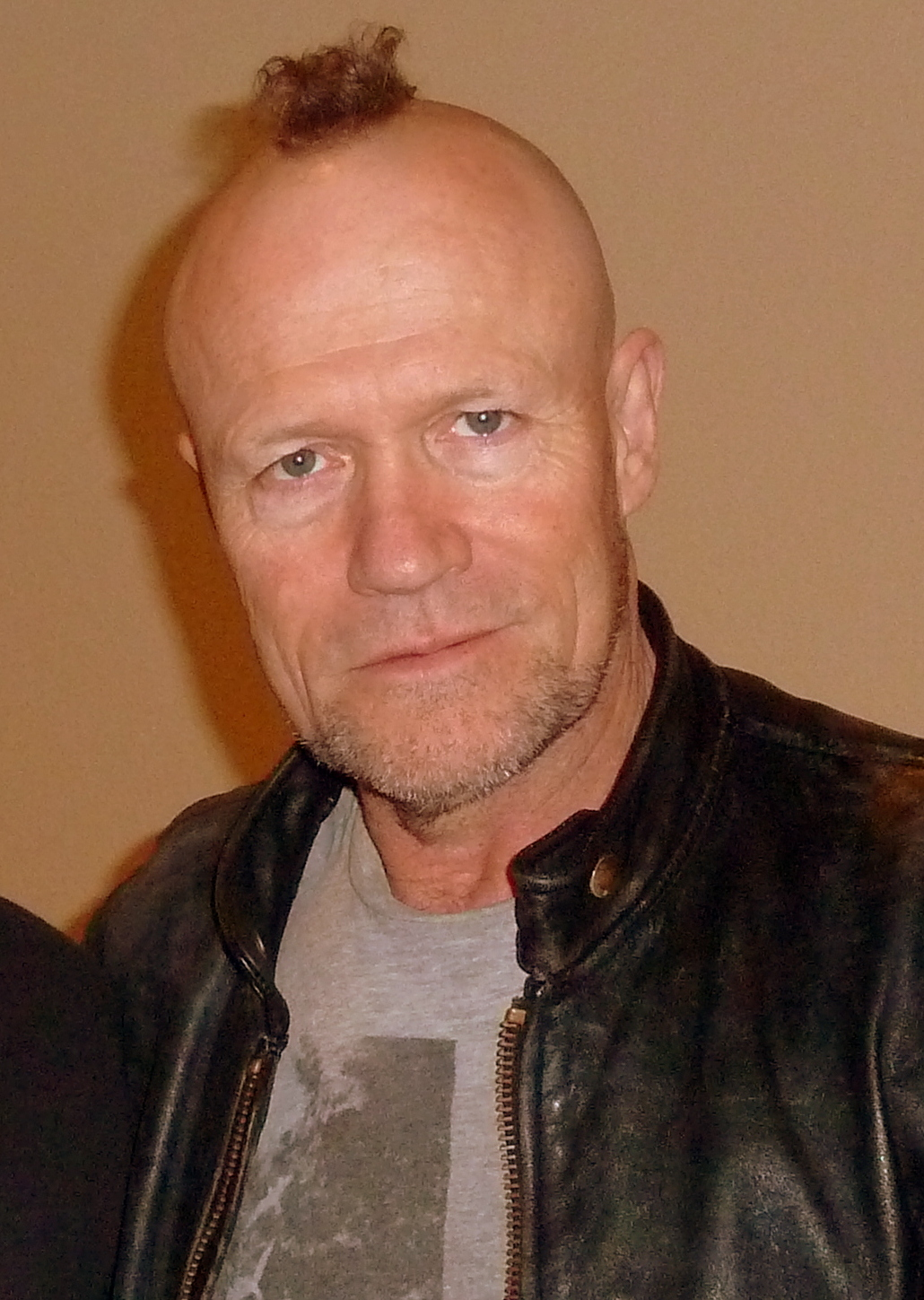
L'acteur Michael Rooker incarne Yondu dans les films de l'Univers cinématographique Marvel.

Interprété par Michael Rooker dans l'Univers cinématographique Marvel
- 2014 : Les Gardiens de la Galaxie réalisé par James Gunn – Yondu Udonta est le chef des Ravageurs. Il est responsable de l'enlèvement de Peter Quill quand il était enfant.
- 2017 : Les Gardiens de la Galaxie Vol. 2 réalisé par James Gunn
- 2021-2023 : What If...? (série télévisée d'animation)
- 2022 : Les Gardiens de la Galaxie : Joyeuses Fêtes réalisé par James Gunn
- 2023 : Les Gardiens de la Galaxie Vol. 3 (Guardians of the Galaxy Vol. 3) réalisé par James Gunn

### Télévision
- 2015 : Les Gardiens de la Galaxie - doublé en anglais par James Arnold Taylor

### Jeu vidéo
- 2014 : Disney Infinity 2.0, sorti en figurine en 2015 et utilisable dans le pack aventure Les gardiens de la galaxie.
- 2015 : Disney Infinity 3.0, la figurine du précédent jeu est compatible et est jouable dans le pack aventure Marvel Battlegrounds sorti le 25 mars 2016.
- 2015 : Marvel : Tournoi des champions
- 2017 : Lego Marvel Super Heroes 2
- 2017 : Guardians of the Galaxy: The Telltale Series